# 円明院 (練馬区)
圓明院（えんみょういん）は、東京都練馬区にある真言宗豊山派の寺院。

## 概要
1500年前後、行真によって開山された。開基は賢栄阿闍梨である。「賢栄阿闍梨」の銘がある1502年（文亀2年）の板碑があることから、1500年前後の創建とみられている。また1501年（文亀元年）の弁財天板碑も発見されている。他にも同時期の板碑が残されている。
境内には、かつては稲荷社と弁財天社があったという。
関東大震災のとき上毛モスリン練馬工場（現・練馬文化センター）がほぼ全壊となり、その犠牲者（女性8名男性1名）の慰霊碑（練馬区登録有形文化財）がある。

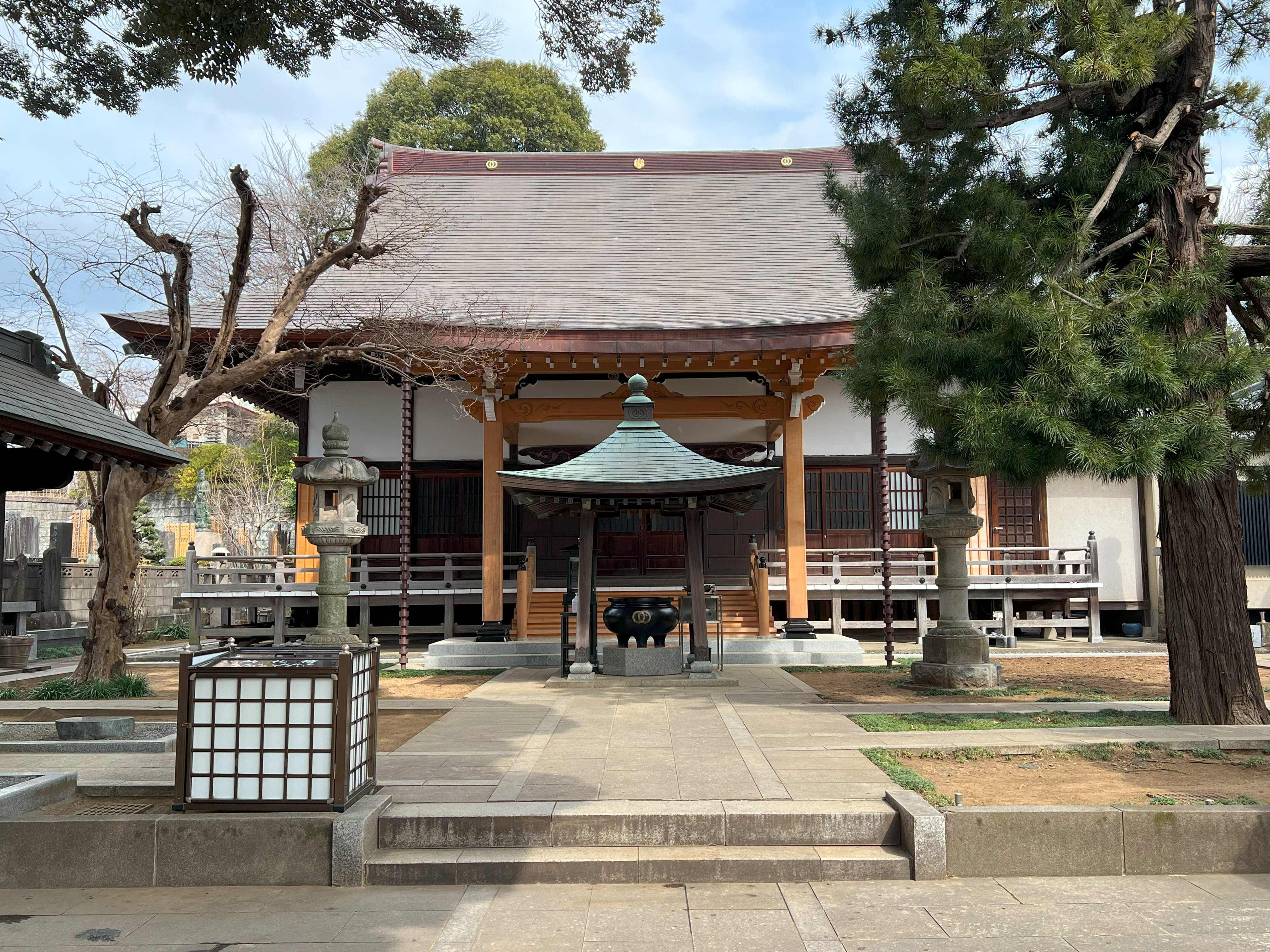
本堂
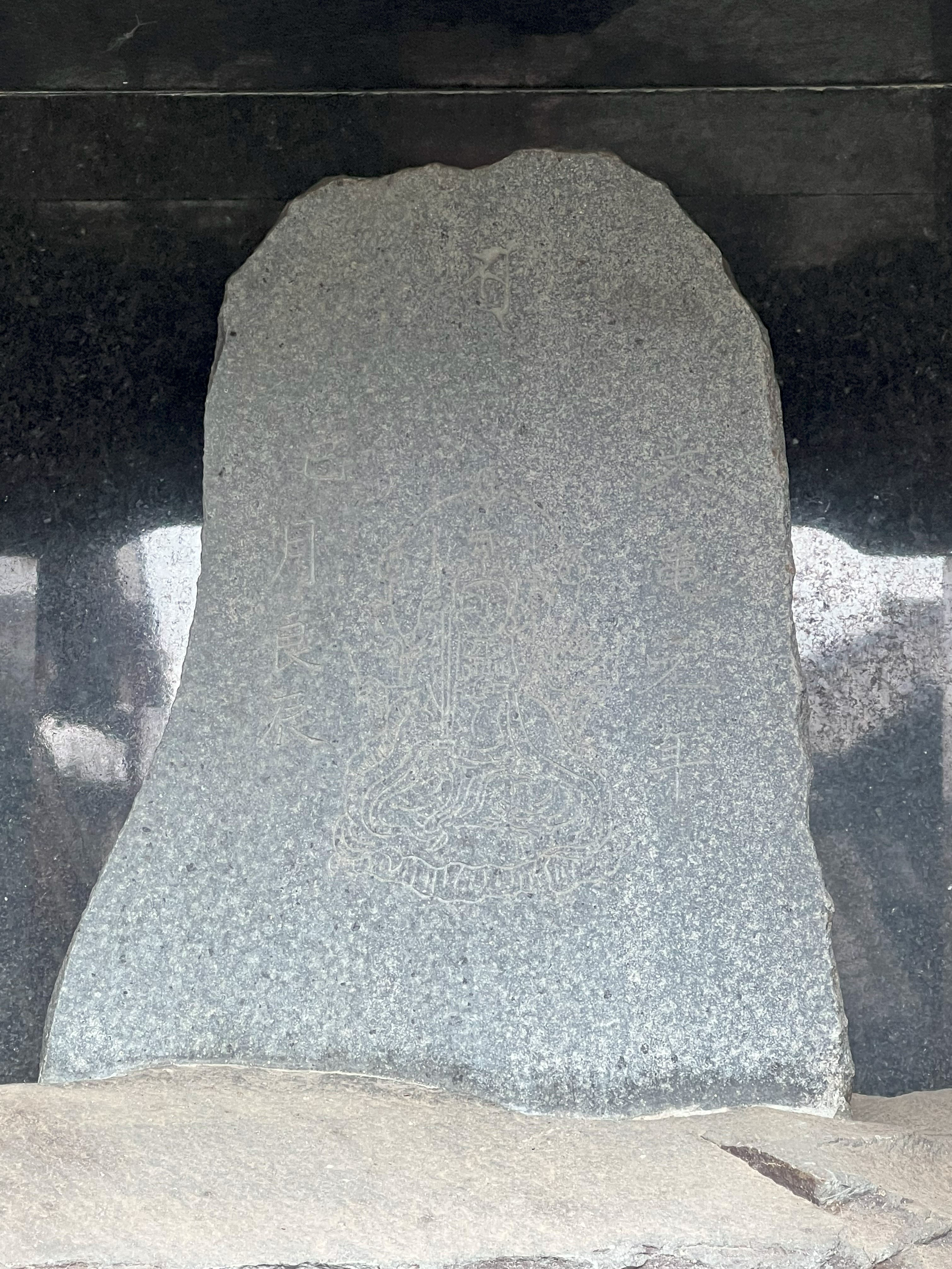
弁財天座像の板碑
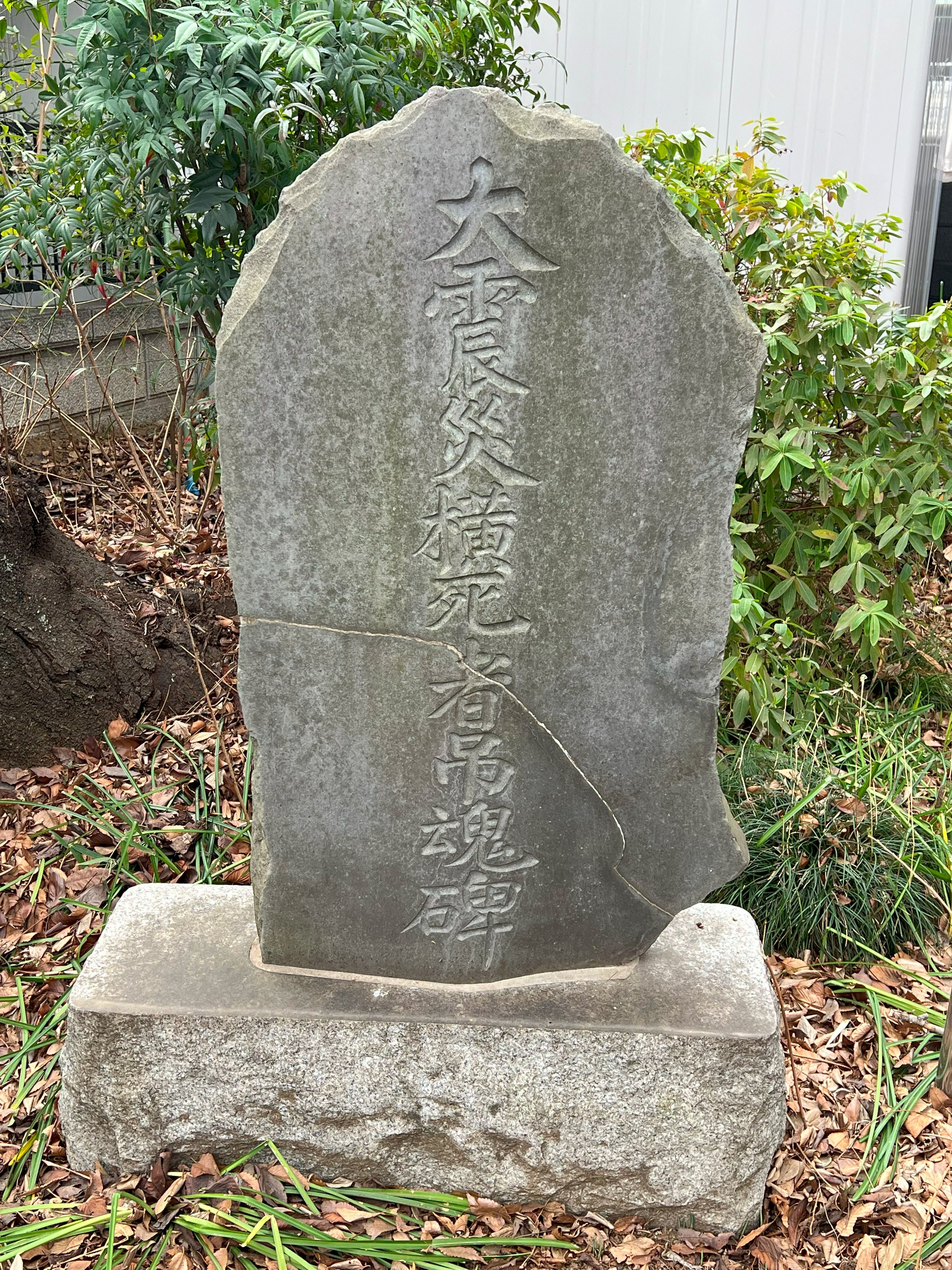
大震災横死者吊魂碑

## 交通アクセス
- 上板橋駅より徒歩16分。